# 桑名重定
桑名 重定（くわな しげさだ）は、戦国時代から安土桃山時代にかけての土佐国の武将。奈半利城主。別名は桑名丹後守。

## 略歴
桑名家は遠祖は伊勢平氏の庶流にあたり、もとは伊勢国桑名郡桑名郷の出自で、地名から桑名を称したとされる。長宗我部家に仕えたのは戦国時代の初期（応仁の頃）に桑名丹後守が土佐に来たのが始まりで、元親の土佐平定に功績を立てて、桑名・久武・中内の長宗我部三家老の一に列したとされている。
永禄年間、長宗我部元親のもとで上げた戦功により、安芸郡奈半利城主となる。
天正3年(1575年)7月、重定の調略により安芸郡野根城奪取し、続けて甲浦城が落とされたことにより長宗我部元親の土佐統一が実現した。